# Melchior de Hondecoeter

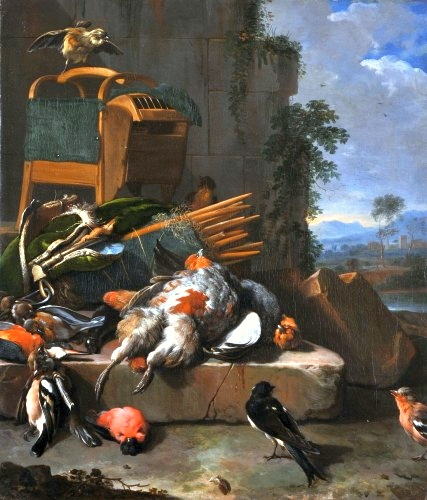
Trofea myśliwskie (martwa natura z ptakami), lata 70. XVII w.,(zrabowany w 1945, ponownie w Gdańsku od 2010) Muzeum Narodowe - Oddział Sztuki Dawnej w Gdańsku

Melchior de Hondecoeter lub d'Hondecoeter (ur. ok. 1636 w Utrechcie, zm. 3 kwietnia 1695 w Amsterdamie) – holenderski malarz, animalista.

## Życiorys
Urodził się w rodzinie o tradycjach artystycznych, jego dziadek Gillis de Hondecoeter, ojciec Gijsbert de Hondecoeter i stryj Jan Baptist Weenix również byli malarzami. Nauczycielem Melchora był początkowo ojciec, a po jego śmierci stryj. W latach 1659–1563 artysta pracował w Hadze, gdzie przystąpił do Confrérie Pictura. Później przeniósł się do Amsterdamu, gdzie w 1663 ożenił się z Susanne Tradel. Pracował m.in. na zlecenie Wilhelma III Orańskiego wykonując malowidła do pałacu Soestdijk, oficjalnej siedziby książąt Oranii-Nassau.
Melchior de Hondecoeter znany jest głównie z przedstawień ptaków, szczególnie drobiu i ptaków egzotycznych, były to wielkie malowidła dekoracyjne jak i mniejsze formy. Jego prace odznaczają się bogatą, żywą kolorystyką i realistycznym bogactwem szczegółów. Pierwsze obrazy miały proste kompozycje, później za tło służyły podwórza, dziedzińce i barokowe ogrody wzbogacone o elementy architektoniczne. Wiele obrazów przedstawia dynamiczne sceny, takie jak walki kogutów czy ataki ptaków drapieżnych, częstym tematem są także sceny z polowań.
Ze względu na artystyczne mistrzostwo Hondecoetera nazywano Rafaelem ptaków.
Prace malarza posiadają Rijksmuseum w Amsterdamie, Ermitaż w Sankt Petersburgu, Wallace Collection i Belton House w Anglii oraz inne muzea i kolekcje w europejskie i amerykańskie.
W Muzeum Narodowym w Warszawie znajduje się obraz Ptactwo domowe z bażantem i pawiami. W zbiorach Muzeum Miejskiego w Gdańsku do 1945 znajdowała się martwa natura Hondecoetera, została jednak zagrabiona przez Armię Czerwoną i wywieziona do Związku Radzieckiego, obraz odnalazł się we Francji po czym z sukcesem został w 2010 rewindykowany do Polski. 

## Wybrane prace
- Kruk ustrojony w pawie pióra, Pies oszczekujący kury, Haga,
- Kurnik, Amsterdam,
- Drób, Gandawa.